# Troglohyphantes caecus
Troglohyphantes caecus är en spindelart som beskrevs av Fage 1919. Troglohyphantes caecus ingår i släktet Troglohyphantes och familjen täckvävarspindlar.
Artens utbredningsområde är Frankrike. Inga underarter finns listade i Catalogue of Life.